# Ordine dell'Eroe nazionale di Antigua e Barbuda
L'Ordine dell'Eroe Nazionale è la prima tra le onorificenze di Antigua in ordine di importanza. L'Ordine venne fondato nel 1998 per ricompensare il servizio dei cittadini  che si fossero distinti grandemente nei confronti dei Antigua e Barbuda.

## Insegne
- Il nastro è rosso con una due linee bianche e una gialla al centro. I bordi sono neri.